# Bangkaew tailandés

## Historia y Orígenes
El origen de la especie de perro Bangkaew Tailandés (en tailandés:  ไทยบางแก้ว]) está en el Templo Bangkaew, en el Thah-Nang-Ngam, distrito Bang Rakam. Este templo está cerca del río Yom. Alrededor del templo hay arbustos. 
Es un lugar adecuado para los animales salvajes. Teniendo alrededor diferentes especies animales como son elefantes, faisánes, zorros, lobos y jabalines.

## Características
Estos perros son muy obstinados y fieros por lo que la gente que va al templo los quiere para vigilar sus casas o ganado.
Los perros se reproducen, en todas las provincias de Tailandia, no están únicamente en la zona del templo Bangkaew.
Así, el Bangkaew Tailandés es muy famoso en Tailandia. Sus carácter es activo, fuerte, inteligente y valiente. 
Les gusta nadar y correr muy rápido. Tienen mucho pelo y crin. Son fácilmente domables debido a que son muy mansos.
El Bangkaew se dedica a sus amos, pero puede ser reservado con los extraños. Ágiles y activos, son buenos nadadores. 
Son muy inteligentes, pero pueden ser terco y beneficiarse de la formación. 

### Tipos de Bangkaew
Existen cuatro tipos de Bangkaew reconocidos. Se suelen categorizar según la forma de la cara:
Cara del tigre (en tailandés: ลักษณะหน้าเสือ])
Tiene el cráneo grande. La frente ancha. Las orejas pequeñas y tristes. 
El centro de los ojos es negro. Tienen un poco de crin. Tiene el pelo esponjoso. 
La cola es curva y enrollada. El cuerpo es muy grande y son ferozes.
Cara de león (en tailandés: ลักษณะหน้าสิงโต])
Tiene el cráneo más pequeño que el de la cara del tigre.La boca no es ni grande no pequeña. 
Tiene mucho pelo de crin como el león. Su pie recuerda en forma a la del osos. 
Este tipo está a punto de extinguirse.
Cara de zorro (en tailandés: ลักษณะหน้าจิ้งจอก]) 
Tiene la cara ovalada. No es fiero.